# エスタジオ・ナシオナル・ドーゼ・デ・ジューリョ
エスタジオ・ナシオナル・12・デ・ジューリョ（Estádio Nacional 12 de Julho）は、サントメ・プリンシペの首都サントメにあるスタジアムである。7月12日国立競技場とも呼ばれる。主にサッカーの試合で使用され、サッカーサントメ・プリンシペ代表の本拠地。収容人数は6,500人。スタジアム名にある7月12日とは、サントメ・プリンシペの独立記念日でもある。